# Hoàng Thanh Tùng (chính khách)
Hoàng Thanh Tùng (sinh ngày 25 tháng 12 năm 1966) là một chính trị gia người Việt Nam. Ông hiện là Ủy viên Ban Chấp hành Trung ương Đảng Cộng sản Việt Nam khóa XIII, Ủy viên Ủy ban thường vụ Quốc hội khóa 14, Chủ nhiệm Ủy ban Pháp luật của Quốc hội khóa 14, Phó Tổng thư ký Quốc hội Việt Nam khóa 14, Chủ tịch Nhóm Nghị sĩ hữu nghị Việt Nam - Bulgaria, đại biểu Quốc hội Việt Nam khóa 14 nhiệm kì 2016-2021, thuộc đoàn đại biểu Quốc hội tỉnh Sóc Trăng. Ông được trung ương giới thiệu ứng cử và đã trúng cử đại biểu Quốc hội năm 2016 ở đơn vị bầu cử số 1, tỉnh Sóc Trăng gồm có thành phố Sóc Trăng, thị xã Ngã Năm và các huyện: Mỹ Tú, Châu Thành, Thạnh Trị.

## Xuất thân
Hoàng Thanh Tùng quê quán ở xã Lăng Thành, huyện Yên Thành, tỉnh Nghệ An.
Ông hiện cư trú ở Nhà A9-TT9, Khu đô thị mới Xuân Phương, phường Xuân Phương, quận Nam Từ Liêm, thành phố Hà Nội.

## Giáo dục
- Giáo dục phổ thông: 10/10
- Đại học Luật
- Thạc sĩ Luật học
- Cao cấp lí luận chính trị

## Sự nghiệp
Ông gia nhập Đảng Cộng sản Việt Nam vào ngày 19/5/2000.
Ông từng là đại biểu Quốc hội Việt Nam khóa XIII tỉnh Sóc Trăng, Ủy viên thường trực Ủy ban Pháp luật của Quốc hội (đại biểu chuyên trách trung ương)
Khi được trung ương giới thiệu ứng cử đại biểu Quốc hội Việt Nam khóa XIV vào tháng 5 năm 2016 ông đang là Đảng ủy viên Đảng bộ cơ quan Văn phòng Quốc hội, Bí thư Chi bộ Vụ Pháp luật, Ủy viên thường trực Ủy ban Pháp luật của Quốc hội, Phó Chủ tịch Nhóm Nghị sĩ hữu nghị Việt Nam - Vương quốc Anh, làm việc ở Ủy ban Pháp luật của Quốc hội, có bằng cao cấp lí luận chính trị. 
Ông đã trúng cử đại biểu Quốc hội năm 2016 ở đơn vị bầu cử số 1, tỉnh Sóc Trăng gồm có thành phố Sóc Trăng, thị xã Ngã Năm và các huyện: Mỹ Tú, Châu Thành, Thạnh Trị, được 304.485 phiếu, đạt tỷ lệ 79,59% số phiếu hợp lệ.
Năm 2019, ông còn là Phó Tổng Thư kí Quốc hội Việt Nam khóa 14.
Chiều ngày 25 tháng 11 năm 2019, ông được Quốc hội Việt Nam khóa 14 bầu giữ chức vụ Ủy viên Ủy ban thường vụ Quốc hội khóa 14. Số phiếu cụ thể như sau: 451 phiếu bầu hợp lệ trong đó có 433 phiếu tán thành, 18 phiếu không tán thành, tổng số đại biểu: 483. Tiếp đó, ông được Quốc hội bầu giữ chức vụ Chủ nhiệm Ủy ban Pháp luật của Quốc hội khóa XIV với 440 phiếu tán thành trên tổng số 451 phiếu hợp lệ (11 đại biểu không bỏ phiếu tán thành). Nghị quyết thông qua việc ông Tùng làm Chủ nhiệm Ủy ban pháp luật được thông qua với tỉ lệ 430/433 đại biểu tán thành.